# Měkýn latnatý
Měkýn latnatý (Andrographis paniculata), dříve uváděný i jako právenka latnatá (Justicia paniculata), je druh rostliny z čeledi paznehtníkovité (Acanthaceae). Je to jednoletá bylina, pocházející z Indie a Srí Lanky. Široce se pěstuje v jižní a jihovýchodní Asii, kde se tradičně používá pro léčbu bakteriálních infekcí a některých nemocí. K těmto účelům se většinou používají listy a kořeny, někdy i celá rostlina. Rostlina je testována jako léčebný prostředek v raných stádiích koronavirové infekce.

## Popis

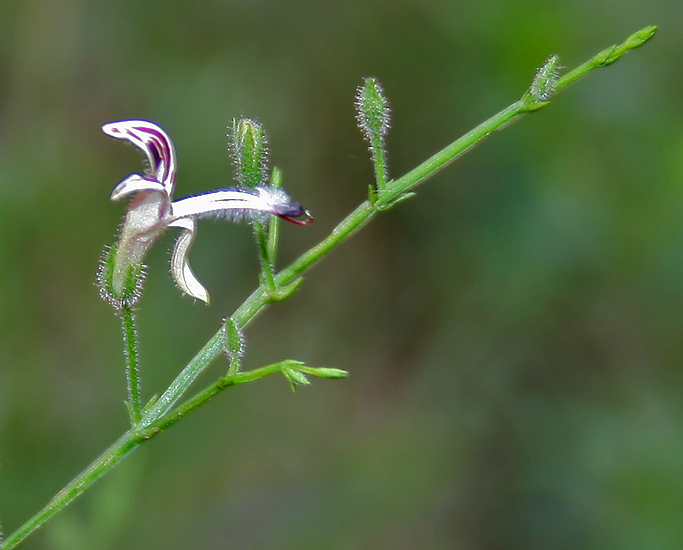
Květ měkýnu latnatého

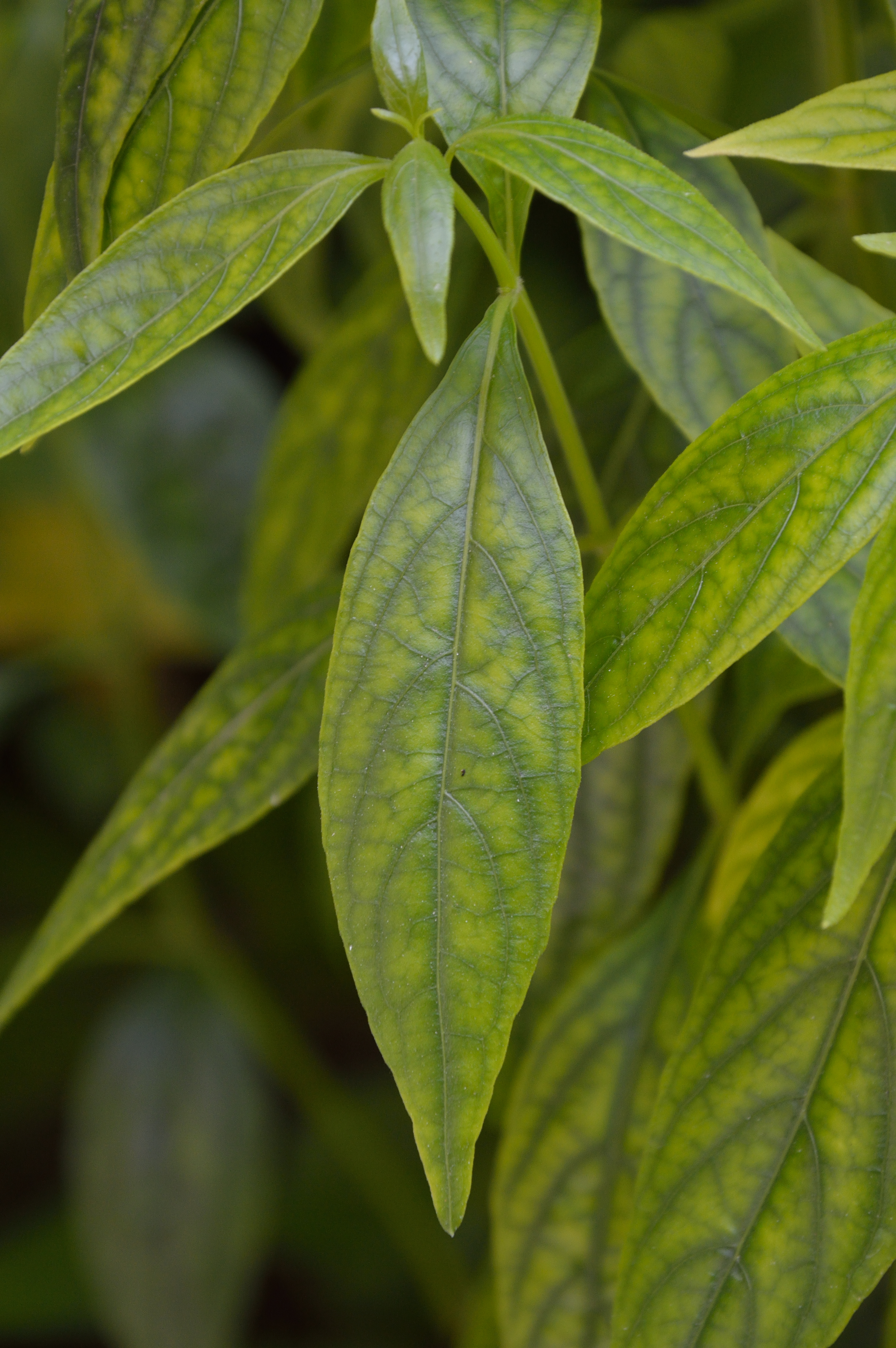
Olistění měkýnu latnatého

Bylina dorůstá do výšky 30–110 cm ve vlhkém a stinném prostředí. Štíhlá tmavozelená lodyha má v průřezu čtvercový tvar s podélnými rýhami. Listy mají rozměry až 8 cm na délku a 2,5 cm na šířku. Květy rostliny jsou malé a narůžovělé. Plodem je tobolka dlouhá asi 2 cm a široká několik milimetrů. Obsahuje mnoho žlutohnědých semen. Měkýn latnatý kvete v období od září do prosince.

## Výskyt a pěstování
Vyskytuje se v tropických asijských zemích, často v izolovaných místech. Měkýn latnatý lze nalézt na různých místech, pláně, stráně, pobřeží i narušené a obdělávané oblasti, jako jsou komunikace a farmy. Přirozeným prostředím rostliny je oblast celé jižní Indie a na Srí Lance, které jsou možným centrem přirozeného původu a rozmanitosti druhu. Bylina je pěstovaná v severních částech Indie, Jávy, Malajsie, Indonésie, západní Indie i v Americe. Vyskytuje se také na Filipínách, v Hongkongu, Thajsku, Bruneji, Singapuru a dalších částech Asie.
Měkýn latnatý se běžně vyskytuje ve většině míst Indie, včetně rovin a kopcovitých oblastí až do 500 m n. m. (1600 ft).
Rostlině se nejlépe daří na slunném místě. Semena se vysazují během května a června (na severní polokouli) ve vzdálenosti 60 cm (24 palců) x 30 cm (12 palců).

## Užití a odborné publikace
Jako domorodé zdroje léků se používají léčivé rostliny od starověku. Měkýn latnatý je léčivá rostlina používaná po celém světě. Rostlina se tradičně používá k léčbě běžného nachlazení, průjmu, horečky způsobené několika infekčními příčinami, žloutenky, jako tonikum zdraví pro játra a kardiovaskulární zdraví a jako antioxidant. Používá se také ke zlepšení sexuálních dysfunkcí a slouží jako antikoncepce. K extrakci biologicky účinných látek se používají všechny části rostliny. Měkýn latnatý je léčivá bylina používána v tradiční medicíně jako protizánětlivý a antibakteriální prostředek. Andrografolid, hlavní aktivní složka rostliny, vykazuje různé farmakologické aktivity, včetně protizánětlivých, protirakovinných, antiobezitních, antidiabetických a dalších. Nedávné studie ukázaly, že andrografolid je potenciálním anti-HIV terapeutickým činidlem. Účinky na lidský organismus hlavní aktivní složky andrografolid jsou často srovnávané s účinnou látkou silymarin, kterou obsahuje známý ostropestřec mariánský. Mnohé studie naznačují, že má měkýn latnatý, respektive andrografolid např. na funkci jater několikanásobně, až více než desetkrát silnější účinky než zmiňovaný ostropestřec mariánský, respektive účinná látka silymarin.
Během pandemie covidu-19 v prosinci 2020 ministerstvo zdravotnictví v Thajsku schválilo použití rostlinného extraktu pro pilotní a alternativní léčebný program raných stadií koronavirové infekce. Léčba byla původně k dispozici v pěti státních nemocnicích dobrovolně pro osoby ve věkové skupině od 18 do 60 let s nízkými příznaky. Ministerstvo uvedlo, že rostlinný extrakt může potlačit virus a snížit závažnost zánětu, což v té době ukázaly pokusy na lidech, kdy se stav pacientů zlepšil během tří dnů po léčbě bylinou bez vedlejších účinků, pokud byla dodržena indikace.